# Polynôme symétrique
Ne pas confondre avec un polynôme palindromique pour lesquels la liste des coefficients est symétrique.
En mathématiques, un polynôme symétrique est un polynôme en plusieurs indéterminées, invariant par permutation de ses indéterminées. Ils jouent notamment un rôle dans les relations entre coefficients et racines.

## Définition
Soit A un anneau commutatif unitaire. Un polynôme {\displaystyle P(X_{1},\dots ,X_{n})} en {\displaystyle n} indéterminées à coefficients dans A est dit symétrique si pour toute permutation {\displaystyle \sigma } de l'ensemble d'indices {\displaystyle \{1,\dots ,n\}}, l'égalité suivante est vérifiée :
{\displaystyle P(X_{1},\dots ,X_{n})=P(X_{\sigma (1)},\dots ,X_{\sigma (n)}).}
Exemples
- Pour {\displaystyle n=1}, tout polynôme est symétrique.
- Pour {\displaystyle n=2}, le polynôme {\displaystyle X_{1}+X_{2}} est symétrique alors que le polynôme {\displaystyle X_{1}+X_{2}^{2}} ne l'est pas.
- Pour {\displaystyle n=3}, le polynôme  {\displaystyle (X_{1}-X_{2})^{2}(X_{1}-X_{3})^{2}(X_{2}-X_{3})^{2}}est symétrique ;
- Une classe importante de polynômes symétriques est constituée par les sommes de Newton, définies par {\displaystyle P_{k}(X_{1},\dots ,X_{n})=\sum _{i=1}^{n}X_{i}^{k}}.

## Polynômes symétriques élémentaires
Les polynômes symétriques forment une sous-A-algèbre associative unitaire de {\displaystyle A[X_{1},\dots ,X_{n}]}. Une famille génératrice est donnée par les polynômes symétriques élémentaires comme on verra ci-après. 

### Définition
Pour {\displaystyle 0\leqslant k\leqslant n}, le k-ième polynôme symétrique élémentaire en {\displaystyle n} variables, {\displaystyle \sigma _{n,k}(X_{1},\dots ,X_{n})}, noté plus simplement {\displaystyle \sigma _{k}(X_{1},\dots ,X_{n})} est la somme de tous les produits de {\displaystyle k} d'entre ces variables, c'est-à-dire, en notant {\displaystyle {\mathcal {P}}_{k}(\{1,\dots ,n\})} l'ensemble des combinaisons de {\displaystyle k} nombres pris dans l'ensemble {\displaystyle \{1,\dots ,n\}} :
Ce polynôme est bien symétrique, puisqu'une permutation du groupe symétrique {\displaystyle S_{n}} envoie bijectivement une telle combinaison sur une autre.
Exemples
- {\displaystyle \sigma _{0}(X_{1},\dots ,X_{n})=1} ;
- {\displaystyle \sigma _{n}(X_{1},\dots ,X_{n})=X_{1}\cdots X_{n}} ;
- {\displaystyle \sigma _{k}(X_{1},\dots ,X_{n})=0} si {\displaystyle k>n} ;
- {\displaystyle \sigma _{1}(X_{1},\dots ,X_{n})=X_{1}+\cdots +X_{n}=\sum _{1\leqslant i\leqslant n}X_{i}} ;
- {\displaystyle \sigma _{2}(X_{1},\dots ,X_{n})=\sum _{1\leqslant i<j\leqslant n}X_{i}X_{j}},
  - Cas {\displaystyle n=3} : {\displaystyle \sigma _{2}(X_{1},X_{2},X_{3})=X_{1}X_{2}+X_{1}X_{3}+X_{2}X_{3}},
  - Cas {\displaystyle n=4} : {\displaystyle \sigma _{2}(X_{1},X_{2},X_{3},X_{4})=X_{1}X_{2}+X_{1}X_{3}+X_{1}X_{4}+X_{2}X_{3}+X_{2}X_{4}+X_{3}X_{4}} ;

- {\displaystyle \sigma _{3}(X_{1},\dots ,X_{n})=\sum _{1\leqslant i<j<l\leqslant n}X_{i}X_{j}X_{l}},
  - Cas {\displaystyle n=4} : {\displaystyle \sigma _{3}(X_{1},X_{2},X_{3},X_{4})=X_{1}X_{2}X_{3}+X_{1}X_{2}X_{4}+X_{1}X_{3}X_{4}+X_{2}X_{3}X_{4}}.

Une définition équivalente des polynômes symétriques élémentaires est :
Exemples
- {\displaystyle n=1} : {\displaystyle X+X_{1}=X+\underbrace {X_{1}} _{\sigma _{1}(X_{1})}} ;
- {\displaystyle n=2} : {\displaystyle (X+X_{1})(X+X_{2})=X^{2}+\underbrace {(X_{1}+X_{2})} _{\sigma _{1}(X_{1},X_{2})}X+\underbrace {X_{1}X_{2}} _{\sigma _{2}(X_{1},X_{2})}} ;
- {\displaystyle n=3} : {\displaystyle (X+X_{1})(X+X_{2})(X+X_{3})=X^{3}+\underbrace {(X_{1}+X_{2}+X_{3})} _{\sigma _{1}(X_{1},X_{2},X_{3})}X^{2}+\underbrace {(X_{1}X_{2}+X_{1}X_{3}+X_{2}X_{3})} _{\sigma _{2}(X_{1},X_{2},X_{3})}X+\underbrace {X_{1}X_{2}X_{3}} _{\sigma _{3}(X_{1},X_{2},X_{3})}}.

D'après cette définition, si un polynôme unitaire {\displaystyle R(X)} de degré {\displaystyle n} en une indéterminée admet une factorisation
{\displaystyle R(X)=X^{n}+\sum _{k=1}^{n}a_{k}X^{n-k}=\prod _{i=1}^{n}(X-z_{i})}
en facteurs de degré 1, alors les coefficients du polynôme {\displaystyle R} sont donnés comme fonctions symétriques des racines {\displaystyle z_{i}}, c'est-à-dire :

### Théorème
Pour tout polynôme symétrique {\displaystyle P(X_{1},\dots ,X_{n})} à coefficients dans A, il existe un unique polynôme {\displaystyle Q} en {\displaystyle n} indéterminées à coefficients dans A tel que
Plus formellement : le morphisme d'algèbres
{\displaystyle A[X_{1},\ldots ,X_{n}]\to A[X_{1},\ldots ,X_{n}]}
{\displaystyle Q(X_{1},\ldots ,X_{n})\mapsto Q(\sigma _{1}(X_{1},\ldots ,X_{n}),\ldots ,\sigma _{n}(X_{1},\ldots ,X_{n}))}
est injectif, et a pour image la sous-algèbre des polynômes symétriques.
Ou encore : les polynômes symétriques élémentaires d'indices > 0 engendrent la sous-algèbre unifère des polynômes symétriques, et sont algébriquement indépendants sur A. Ce résultat est parfois appelé le théorème fondamental des polynômes symétriques.
Un autre système de générateurs célèbre, lié au précédent, est constitué des sommes de Newton si A contient le corps des nombres rationnels.

## Référence
Serge Lang, Algèbre [détail des éditions], chapitre V, § 9